# Du og jeg - fire børn og filosofi
|  | Denne artikel er oprettet af botten PalnaBot ud fra en ekstern database. Den kan derfor have sproglige fejl eller mangler. Denne skabelon kan fjernes efter kontrol af indholdet. |

Du og jeg - fire børn og filosofi er en børnefilm fra 1994 instrueret af Lennart Pasborg efter manuskript af Lennart Pasborg.

## Handling
Alle mennesker har noget, ingen andre har. Alle er vi noget for os selv, og alle er vi en del af en større helhed. Men hvad er et "jeg"? Og hvad er et "du"? Hvordan forholder vi os til hinanden og til vore omgivelser? Hvad er ansvar? Og hvad er samvittighed egentlig? Kan sindet forurenes? Hvad er meningen med det gode og det onde? Med livet og døden? Kilden til alle store filosofiske spørgsmål udspringer i barndommens landskab med den første undren, og vi kan snakke med børn om alt, hvis vi vælger ord og stemmeleje med omtanke. Og vi skal gøre det. Når vi taler med børnene om filosofiske emner, hjælper vi dem til bedre at magte livets udfordringer. Med dette udgangspunkt har instruktøren Lennart Pasborg fint fornemmet, sanset og indfanget Per Jespersens samtaler med fire 10-årige børn om filosofi.